# Henry Nicholas Ridley
Sir Henry Nicholas Ridley (Harling, 10 dicembre 1855 – Kew, 24 ottobre 1956) è stato un botanico e biologo inglese, membro della Royal Society dal 1907, Medaglia d'oro Linneana nel 1950, pioniere della coltivazione della gomma per usi industriali e noto per essere stato il primo direttore dei giardini botanici di Singapore dal 1888 al 1911.

## Biografia
Botanico e biologo, sir Ridley si era diplomato in Scienze all'Exeter College di Oxford nel 1887 e aveva occupato la sua prima posizione lavorativa come assistente nella sezione di botanica del British Museum fino al 1888: in questo periodo della sua vita professionale Ridley ebbe la possibilità di studiare moltissime specie di sementi provenienti da molte aree tropicali e si costruì una conoscenza specifica su ogni genere di piante tropicali e in particolare sulle monocotiledoni.
Nel 1887, accompagnato dal collega zoologo G.A. Ramage, prese parte a una spedizione di studio nell'arcipelago di Fernando de Noronha al largo delle coste del Brasile, dove scrisse alcune relazioni sulla botanica, la zoologia e la geologia di quelle isole ( H.N Ridley, Visit to Fernando de Noronha, Zoologist.).
Nel 1888, a 33 anni, Ridley fu chiamato a ricoprire la carica di primo Direttore scientifico dei Giardini botanici di Singapore e di amministratore delle foreste negli Stabilimenti dello Stretto. Nella lunghissima carriera che cominciò a Singapore nel 1888 e si concluse con il suo ritorno in madrepatria nel 1911, sir Ridley spese moltissime delle sue energie e del suo tempo a promuovere presso i coltivatori malesi della Malacca l'introduzione dell'albero della gomma, avendo egli intravisto in quella attività una grande opportunità commerciale. Le sue ricerche nel mondo specifico dell'albero della gomma lo avevano inoltre portato a raffinare, nel 1895, una nuova e particolare tecnica di estrazione del lattice che non danneggiasse la crescita della pianta. Fu grazie alla sua continua attività che la produzione del caucciù diventò, negli insediamenti dello Stretto di Malacca, impresa ricchissima e molto redditizia, soprattutto in concomitanza con il successo commerciale delle automobili che dovevano montare pneumatici costruiti in gomma. In definitiva Ridley è definito, nelle enciclopedie inglesi, «il botanico che fu più di tutti il protagonista della fondazione dell'industria della gomma nella penisola della Malacca».
Nel 1911, dopo 23 anni di attività a Singapore, Ridley si ritirò e nel febbraio del 1912 tornò in Inghilterra, dove visse fino all'età di 101 anni continuando i suoi studi presso i Giardini botanici reali di Kew, nei pressi di Londra. Tornò a Singapore due volte nel 1917 e nel 1922 e all'età di 83 anni sposò Lily Eliza Doran che insieme alla sorella si era presa cura del biologo negli ultimi anni. Frequentò regolarmente le riunioni della Linnean Society fino a oltre i 90 anni di età e si spense il 14 ottobre 1956 nella sua casa di Kew.

## Ascendenza
|                                  |                            |                                                | Genitori            |  |  | Nonni |  |  | Bisnonni                               |  |  | Trisnonni                   |  |
|                                  |                            |                                                |                     |  |  |       |  |  | sir Matthew White Ridley, II baronetto |  |  | Matthew Ridley, I baronetto |  |
|                                  |                            |                                                |                     |  |  |       |  |  | sir Matthew White Ridley, II baronetto |  |  | Matthew Ridley, I baronetto |  |
|                                  |                            | Elizabeth White                                |                     |  |  |       |  |  | sir Matthew White Ridley, II baronetto |  |  |                             |  |
| rev. Henry Colborne Ridley       |                            |                                                |                     |  |  |       |  |  | sir Matthew White Ridley, II baronetto |  |  |                             |  |
|                                  |                            | Sarah Colborne                                 | Benjamin Colborne   |  |  |       |  |  |                                        |  |  |                             |  |
|                                  |                            | Sarah Colborne                                 | Benjamin Colborne   |  |  |       |  |  |                                        |  |  |                             |  |
|                                  |                            | Sarah Colborne                                 | …                   |  |  |       |  |  |                                        |  |  |                             |  |
| rev. Oliver Matthew Ridley       |                            | Sarah Colborne                                 |                     |  |  |       |  |  |                                        |  |  |                             |  |
|                                  |                            | James William Farrer                           | James Farrer        |  |  |       |  |  |                                        |  |  |                             |  |
|                                  |                            | James William Farrer                           | James Farrer        |  |  |       |  |  |                                        |  |  |                             |  |
|                                  |                            | James William Farrer                           | Mary Harrison       |  |  |       |  |  |                                        |  |  |                             |  |
| Mary Farrer                      |                            | James William Farrer                           |                     |  |  |       |  |  |                                        |  |  |                             |  |
|                                  |                            | Frances Loxham                                 | rev. William Loxham |  |  |       |  |  |                                        |  |  |                             |  |
|                                  |                            | Frances Loxham                                 | rev. William Loxham |  |  |       |  |  |                                        |  |  |                             |  |
|                                  |                            | Frances Loxham                                 | …                   |  |  |       |  |  |                                        |  |  |                             |  |
| sir Henry Nicholas Ridley        |                            | Frances Loxham                                 |                     |  |  |       |  |  |                                        |  |  |                             |  |
|                                  | arcivescovo William Stuart | John Stuart, III conte di Bute                 |                     |  |  |       |  |  |                                        |  |  |                             |  |
|                                  | arcivescovo William Stuart | John Stuart, III conte di Bute                 |                     |  |  |       |  |  |                                        |  |  |                             |  |
|                                  | arcivescovo William Stuart | Mary Wortley-Montagu, I baronessa Mount Stuart |                     |  |  |       |  |  |                                        |  |  |                             |  |
| William Stuart                   | arcivescovo William Stuart |                                                |                     |  |  |       |  |  |                                        |  |  |                             |  |
|                                  |                            | Sophia Penn                                    | Thomas Penn         |  |  |       |  |  |                                        |  |  |                             |  |
|                                  |                            | Sophia Penn                                    | Thomas Penn         |  |  |       |  |  |                                        |  |  |                             |  |
|                                  |                            | Sophia Penn                                    | lady Juliana Fermor |  |  |       |  |  |                                        |  |  |                             |  |
| Louisa Pole Stuart               |                            | Sophia Penn                                    |                     |  |  |       |  |  |                                        |  |  |                             |  |
|                                  |                            | sir Charles Pole-Carew, I baronetto            | Reginald Pole-Carew |  |  |       |  |  |                                        |  |  |                             |  |
|                                  |                            | sir Charles Pole-Carew, I baronetto            | Reginald Pole-Carew |  |  |       |  |  |                                        |  |  |                             |  |
|                                  |                            | sir Charles Pole-Carew, I baronetto            | Anne Buller         |  |  |       |  |  |                                        |  |  |                             |  |
| Henrietta Maria Sarah Pole-Carew |                            | sir Charles Pole-Carew, I baronetto            |                     |  |  |       |  |  |                                        |  |  |                             |  |
|                                  |                            | Henrietta Goddard                              | John Goddard        |  |  |       |  |  |                                        |  |  |                             |  |
|                                  |                            | Henrietta Goddard                              | John Goddard        |  |  |       |  |  |                                        |  |  |                             |  |
|                                  |                            | Henrietta Goddard                              | …                   |  |  |       |  |  |                                        |  |  |                             |  |
|                                  |                            | Henrietta Goddard                              |                     |  |  |       |  |  |                                        |  |  |                             |  |

| Ridl. è l'abbreviazione standard utilizzata per le piante descritte da Henry Nicholas Ridley. Consulta l'elenco delle piante assegnate a questo autore dall'IPNI. |